# Ribes kunthii
Ribes kunthii är en ripsväxtart som beskrevs av Jean Louis Berlandier. Ribes kunthii ingår i släktet ripsar, och familjen ripsväxter. Inga underarter finns listade i Catalogue of Life.